# David Márquez
David Márquez Laguna (Viladecans, 13 de octubre de 1977) es un atleta español especializado en 20 km de marcha atlética.

## Mejores marcas personales
- 5.000 m marcha: 20:04.61 Barcelona 2004.
- 20 km marcha: 1:19:46 París Saint-Denis 2003.
- 30 km marcha: 2:06:45 El Prat de Llobregat 2001.

## Mejores resultados deportivos
- Subcampeón del Mundo Junior (Sídney 1996).[2]
- Campeón de Europa sub-23 (Gotemburgo 1999).
- Plusmarquista de España de 30 km (El Prat 2001).